# Pablo Varzi (viticultor)
Pablo Varzi (Montevideo, 14 de setiembre de 1848 - 1920) fue un empresario, político, viticultor y escritor uruguayo.

## Biografía
Sus padres eran italianos y llegaron a Uruguay en 1843 instalándose en Montevideo. Varzi tuvo varios empleos y negocios hasta que se estabilizó realizando servicios para el Estado.
Se fue relacionando a través de vínculos con los civiles y militares especialmente con Máximo Santos y obteniendo negocios redituables.
Se presentó a una banca como diputado y lo obtuvo en el período entre 1882 y 1888.
En 1887 fundó la Granja Varzi en la zona de Colón en Montevideo donde plantó variedades de vides y también olivares. En un predio que comenzó con 9 hectáreas llegó a tener a 35 hectáreas donde también cultivó vegetales de huerta y tuvo animales de granja.
Esa empresa fue comprada por otros empresarios y fue mudando su nombre actualmente es Bodegas Carrau.
Fue parte de la constitución de la Cooperativa Regional de Viticultores donde fue su primer presidente en 1914 y fue reelecto hasta completar 6 años consecutivos.
Escribía opiniones en los diarios de la época a veces usando sus iniciales P.V., Justo y Rupestris.